# Fresno de la Vega
Fresno de la Vega település Spanyolországban, León tartományban. Lakosainak száma 477 fő (2024).

## Földrajza
Fresno de la Vega Villamañán, Cabreros del Río, Cubillas de los Oteros, Pajares de los Oteros és Valencia de Don Juan községekkel határos.

## Népesség
A település lakosságának változását az alábbi diagram mutatja:
| Lakosok száma | 684  | 645  | 623  | 622  | 654  | 608  | 530  | 496  | 472  | 477  |
|               | 2001 | 2004 | 2007 | 2009 | 2012 | 2014 | 2017 | 2019 | 2022 | 2024 |